# Du Juan
Du Juan, född 18 mars 1968, är en friidrottare från Kina. Hon deltog vid olympiska sommarspelen 1988.